# Universitatea Națională Autonomă a Mexicului
Universitatea Națională Autonomă a Mexicului (în limba spaniolă: Universidad Nacional Autónoma de México) sau UNAM este o universitate fondată în anul 1551, în Ciudad de México. Campusul găzduiește și Biblioteca Națională a Mexicului.

## Vezi și
- Listă a universităților din Mexic

## Legături externe
- es  Pagina oficială a UNAM